# 佐斐神町
佐斐神町（さいのかみちょう）は、鳥取県境港市の地名。丁番を持たない単独町名である。郵便番号は684-0055（境港郵便局管区）。米子空港（米子鬼太郎空港）・航空自衛隊美保基地が置かれる。

## 地理
境港市の南端部にあたる。弓浜半島の北部に位置し、東は美保湾、西は中海に面する。『伯耆志』によれば、枝郷には、当成・中原があり、隣村へは、南の大篠津村（現米子市）へ半町、西の葭津村（現米子市）へ18町、北の小篠津村へ20間余、東の弓ヶ浜へ3町。

## 歴史

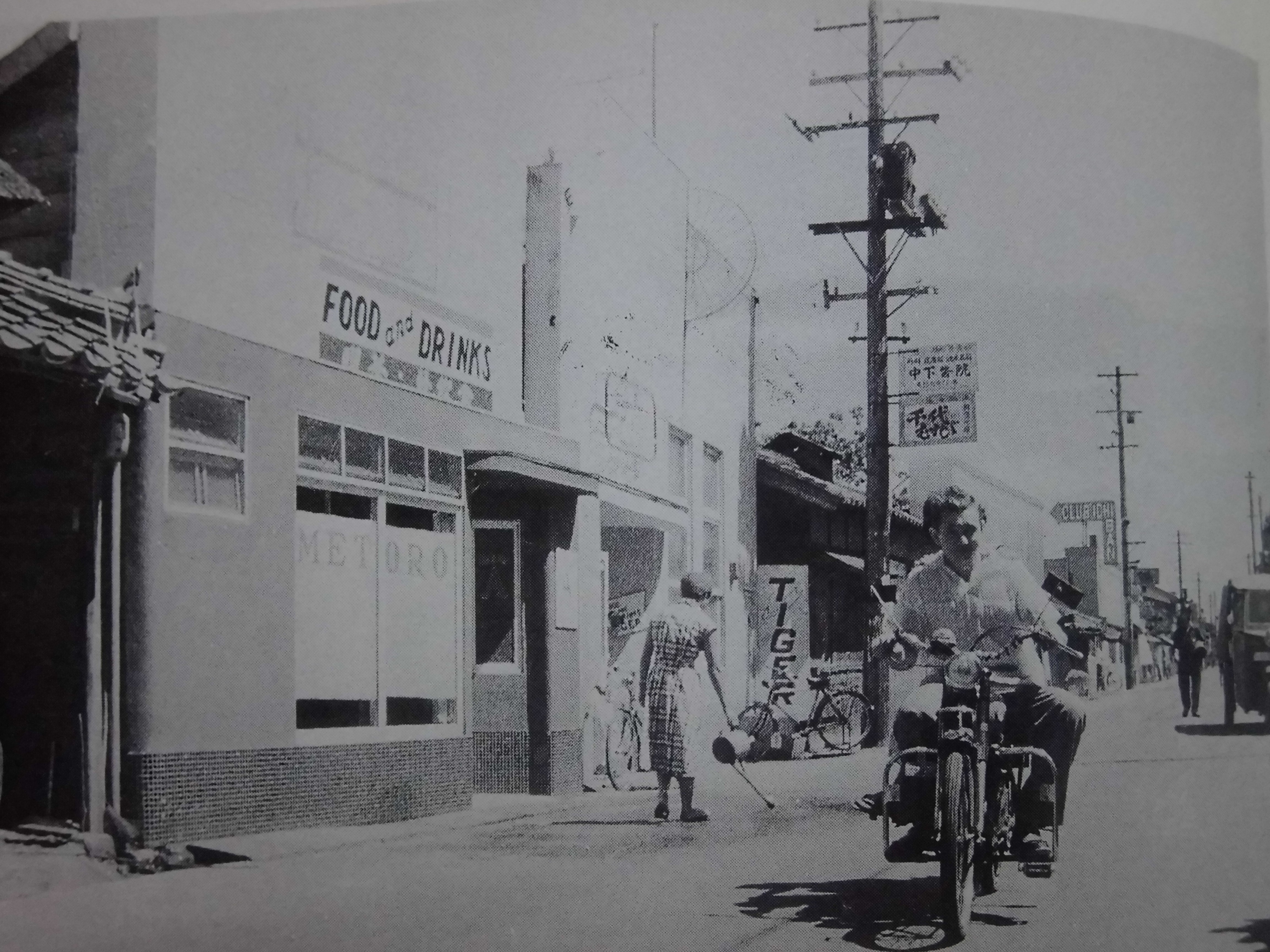
永井酒店前県道より大篠津方面を望む 佐斐神メインストリートの家並み
（昭和25 - 28年ころ）

江戸期から明治22年（1889年）の村名は佐斐神村（才神村とも記す）。明治22年（1889年）から昭和29年（1954年）の中浜村の大字名。伯耆国会見郡のうち。鳥取藩領。
枝郷に大崎村があったが、享和3年（1803年）新田村として分村した。当村の集落の中心は、東部の美保湾沿岸であったが近世初期から南部・西部に広がる荒地が開発され、新開地への移住が相次ぎ西部の中海沿岸部には枝郷の当成・中原が開かれた。
宝暦9年（1759年）に米川用水が開削されて以後新田開発は一層進められ弓ヶ浜南部の新開地の大崎村は新田村として独立、分村した。農地は荒砂の焼畑が多く、水田はわずかだった。
米川開削後、水田開発は進行したが水田比率は低く、安永年間に伝来した甘藷が永く村民の主食とされた。

### 地名の由来
当地にある道祖神（さえのかみ）の祠にちなむという。

## 宗教
氏神は大篠津村（現米子市）にある諏訪大明神、地内には小祠が3、辻堂が1、修験の金正院・理性院がある。
寺は曹洞宗青雲山慶伝寺で慶安年間に廃寺となったが、享和3年補岩寺の住職霊苗が再興したと伝えられる。小篠津村の曹洞宗竜泉寺を檀那寺とする村民が多く、慶伝寺はまもなく廃寺となった。理性院の御免地は境内の東西19間・南北8間。

## 教育
文久2年佐々木惣四郎が私塾を開設した。

## 産業・経済

### 江戸期～明治大正期
- 米川開削時から商品作物として綿栽培が普及、明和年間には周辺の村々とともに藩内随一の綿作地帯となった[6]。
- 明治8年（1875年）井田慶高は綿作地に桑園を開き、弓浜半島養蚕業の基礎をつくった[6]。
- 大正元年（1912年）『山陰実業名鑑』（綱島幸次郎編）によると、地価三百円以上の土地所有者、所得税納入者、営業税納入者は以下の通り。

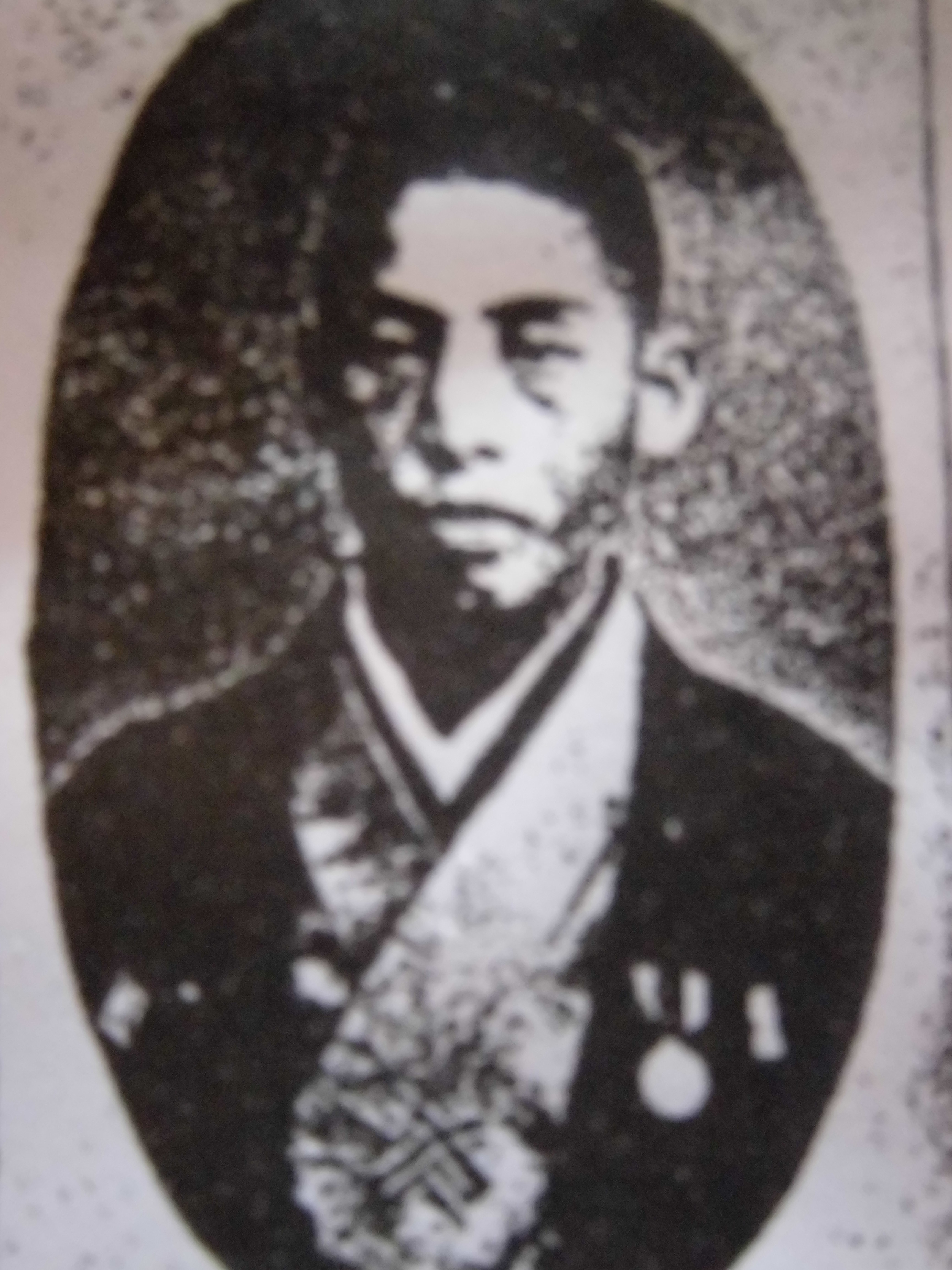
長山善完
（『島根鳥取名士列伝』）

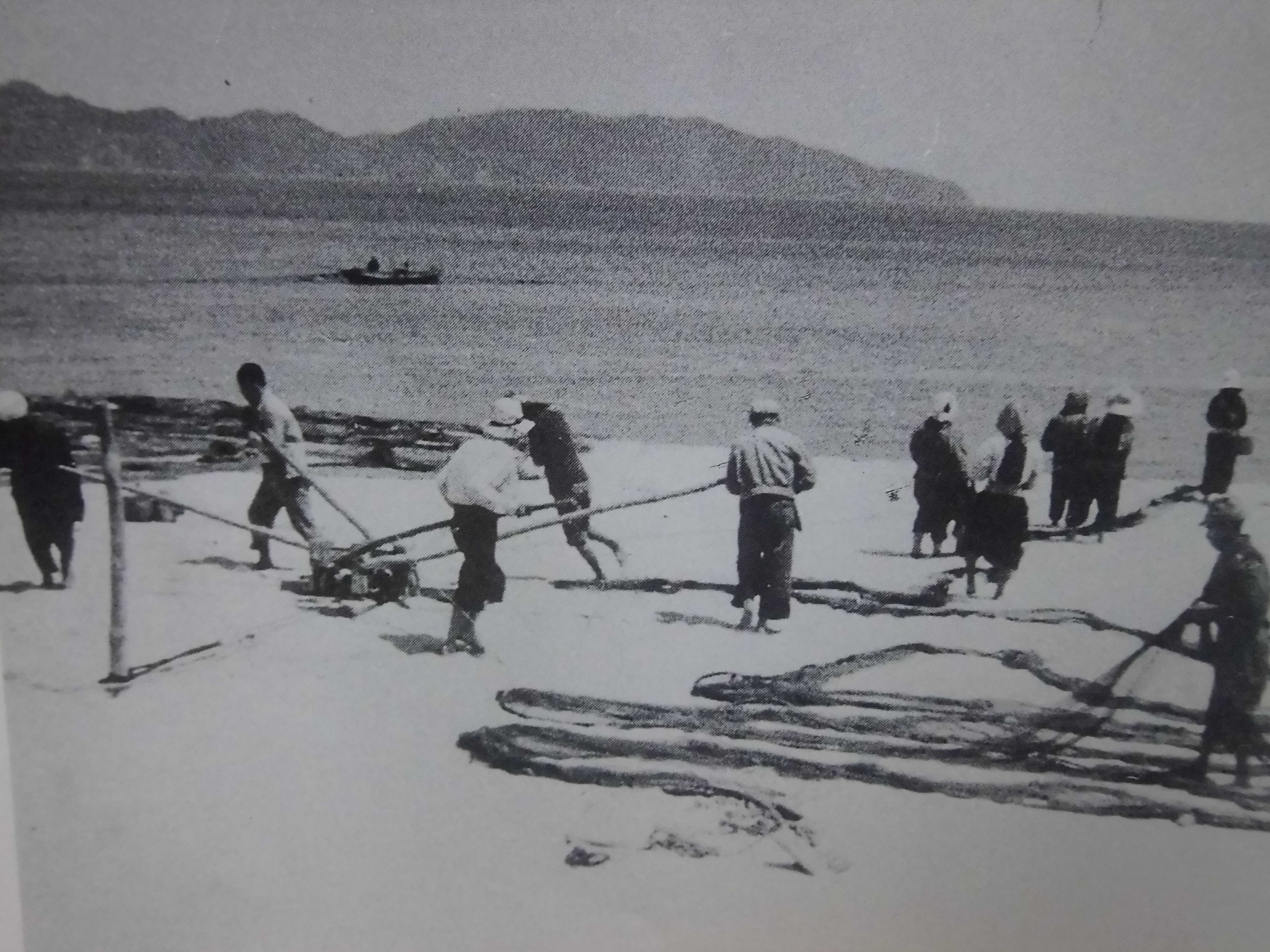
佐斐神灘にて 地引網引風景
（昭和28年ころ）

|            | 地価額             | 所得税        | 営業税        | 住所     |  |
| ---------- | ------------------ | ------------- | ------------- | -------- |  |
| 長山善完   | 一.九二七円 二九〇 | 二三円 一〇〇 | 二三円 三二〇 | 佐斐神村 |  |
| 長田貞祿   | 一.四〇三円 八九〇 | 一四円 三二〇 |               | 佐斐神村 |  |
| 中井寛太郎 | 七〇九円 六九〇    | 七円 六四〇   |               | 佐斐神村 |  |
| 川田千松   | 六二五円 二二〇    |               | 八円 八五〇   | 佐斐神村 |  |
| 成田豊三郎 | 五二一円 六〇〇    |               |               | 佐斐神村 |  |
| 河岡岩松   | 四八二円 〇九〇    |               |               | 佐斐神村 |  |
| 井田義正   | 四六六円 八一〇    |               |               | 佐斐神村 |  |
| 濱田清松   | 四四三円 六二〇    |               |               | 佐斐神村 |  |
| 先前儀三郎 | 四三九円 七七〇    |               |               | 佐斐神村 |  |
| 足立熊太郎 | 四三八円三〇〇     |               |               | 佐斐神村 |  |
| 足立秋三郎 | 三七五円 八一〇    |               |               | 佐斐神村 |  |
| 牧島篤通   | 三五三円 一六〇    |               |               | 佐斐神村 |  |
| 長山賢雄   | 三三四円 二八〇    |               |               | 佐斐神村 |  |
| 有田梅松   |                    | 三五円 三五〇 |               | 佐斐神村 |  |
| 永澤吉太郎 |                    |               | 一三円 八八〇 | 佐斐神村 |  |
| 揚本トヨノ |                    |               | 一一円 〇九〇 | 佐斐神村 |  |
| 大前林吉   |                    |               | 九円 二〇〇   | 佐斐神村 |  |

### 企業・店
繊維品の部
- 井田衣料品店（営業内容・衣料品小売）[11]
- （有）足立製綿所（営業内容・寝具、綿、卸、小売）[12]

食料品の部
- 岡田商店（営業内容・青果物、食料品卸、小売）[13]
- 中本商店（営業内容・食料品、生菓子小売）[14]
- 松本食料品店（営業内容・食料品小売）[15]
- 吉田食料品店（営業内容・食料品小売）[15]
- （有）足立玄商店（営業内容・酒類、米、食品小売）[16]
- 永井酒店（営業内容・酒類、煙草、塩小売）[17]

機械器具の部
- 永井モータース（営業内容・自動車修理、販売）[18]
- 永見サイクル（営業内容・自転車オートバイ販売修理）[18]
- 美保自動車工業（営業内容・自動車鈑金、塗装）[18]

電気器具、燃料の部
- 大和合成樹脂工業（株）美保工場（営業内容・プラスチック成形加工）[19]
- マスダ電器（営業内容・電気器具小売、修理）[20]
- 足立燃料（有）（営業内容・LPガス、ガス器具小売、管工事）[20]
- 市村商店（営業内容・LPガス、住宅設備機器小売）[20]
- 境港ガス（株）（営業内容・LPガス配送）[21]

木材、木材、家具の部
- 井田製材所（営業内容・木材、製材）[22]

請負工事、土建資材の部
- 井東建設（有）（営業内容・総合建設）[23]
- 永沢建材（営業内容・土木工事）[23]
- （有）足立洋瓦工場（営業内容・ブロック製造）[24]
- 弓浜ブロック工場（営業内容・ブロック製造）[24]
- 細木石材店（営業内容・石材加工）[25]

水産の部
- 井田水産（営業内容・煮干塩干魚製造）[26]
- （有）米子冷凍食品（営業内容・塩干魚製造）[27]
- 松本鮮魚店（営業内容・鮮魚小売）[28]

観光、サービスの部
- きらく（営業内容・食堂）[29]
- 味之店成吉思汗（営業内容・食堂）[29]
- 成田屋食堂（営業内容・食堂）[30]
- ゆき（営業内容・飲食）[30]
- 河田理容所（営業内容・理容）[31]
- 金大商事（株）（営業内容・パチンコ）[31]
- 米子空港ビル（株）

その他の部
- 中井養鶏場（営業内容・養鶏）[32]

## 佐斐神町の集団移転
昭和45年（1970年）防衛庁は、美保基地使用滑走路の角度を北へ26度（佐斐神町方向）変更する付け替え計画を発表し、周辺住民の同意のないまま工事に着工した。滑走路の角度変更にともなって直接飛行機の進入コースの下に入る佐斐神町は、C46輸送機に替え51年配備のC-1ジェット輸送機の騒音はもとより生活生命が脅かされる危険が予想されるため会合に会合を重ね苦慮した結果、全戸集団移転の意思を決定した。
しかし全戸移転ともなれば絶対反対賛成（条件付）と論議をかもす結果となるのは当然で、両者骨肉の争いとなったのは紛れもない事実である。加えて滑走路変更工事は住民無視不在な進行により、問題解決が遅れることとなり柏木整一郎境港市長は「政治生命を賭けても解決せん」と5条件を掲示し、賛成の方向に力を与え、多くの問題を残したまま集団移転への軌道へと動き出した。
佐斐神町民は心情として祖先伝来の住み慣れた土地への愛着を感じながらも、新生幸神町へ昭和58年（1983年）集団移転は終了した。

## 世帯数と人口
2022年（令和4年）7月31日現在の世帯数と人口は以下の通りである。
| 町丁     | 世帯数 | 人口 |
| -------- | ------ | ---- |
| 佐斐神町 | 3世帯  | 9人  |

### 戸数・世帯数、人口の変遷
- 享保19年（1734年） - 35戸（『鈴木孫三郎手記』）[4]
- 安政6年（1859年） - 200戸、1169人（『伯耆志』）[4]
- 文久3年（1863年） - 248戸（『文久3年組合帳』）[4]
- 明治12年（1879年） - 261戸、1155人[6]
- 明治24年（1891年） - 260戸、1390人[6]
- 昭和55年（1980年） - 世帯数、人口は162・565[6]

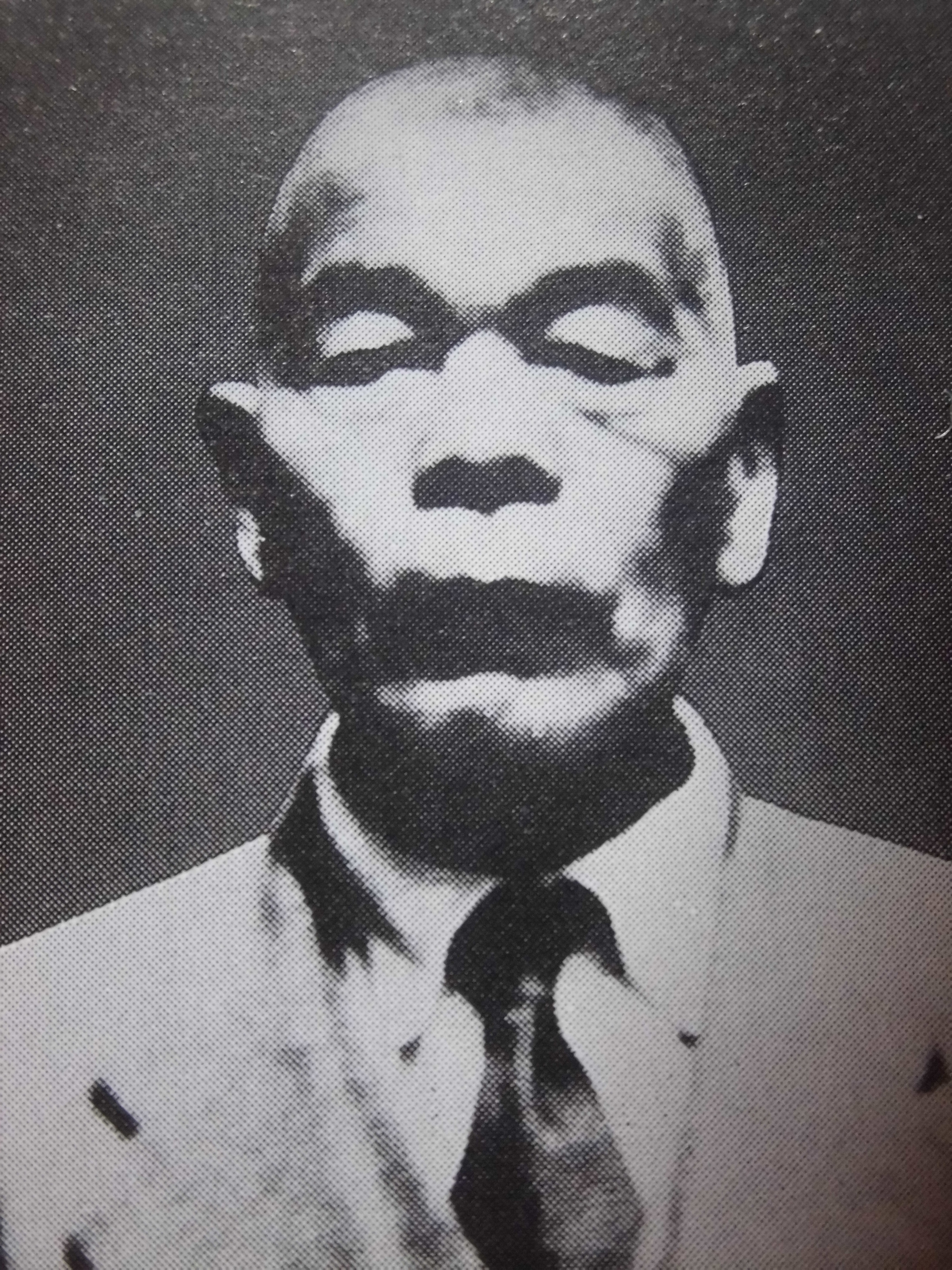
井東藤重
（区長）

## 小・中学校の学区
市立小・中学校に通う場合、学区は以下の通りとなる。
| 番地 | 小学校             | 中学校             |
| ---- | ------------------ | ------------------ |
| 全域 | 境港市立中浜小学校 | 境港市立第二中学校 |

## 歴代自治会長（区長）
- 中井寛太郎 - 大正初期～
- 長山賢雄 - 大正10年（1921年）～
- 永沢虎松 - 昭和2年（1927年）～
- 井田辰次郎 - 昭和12年（1937年）11月～
- 川田章 - 昭和19年（1944年）4月～
- 足立昇栄 - 昭和20年（1945年）11月～
- 井東藤重[35] - 昭和21年（1946年）1月～

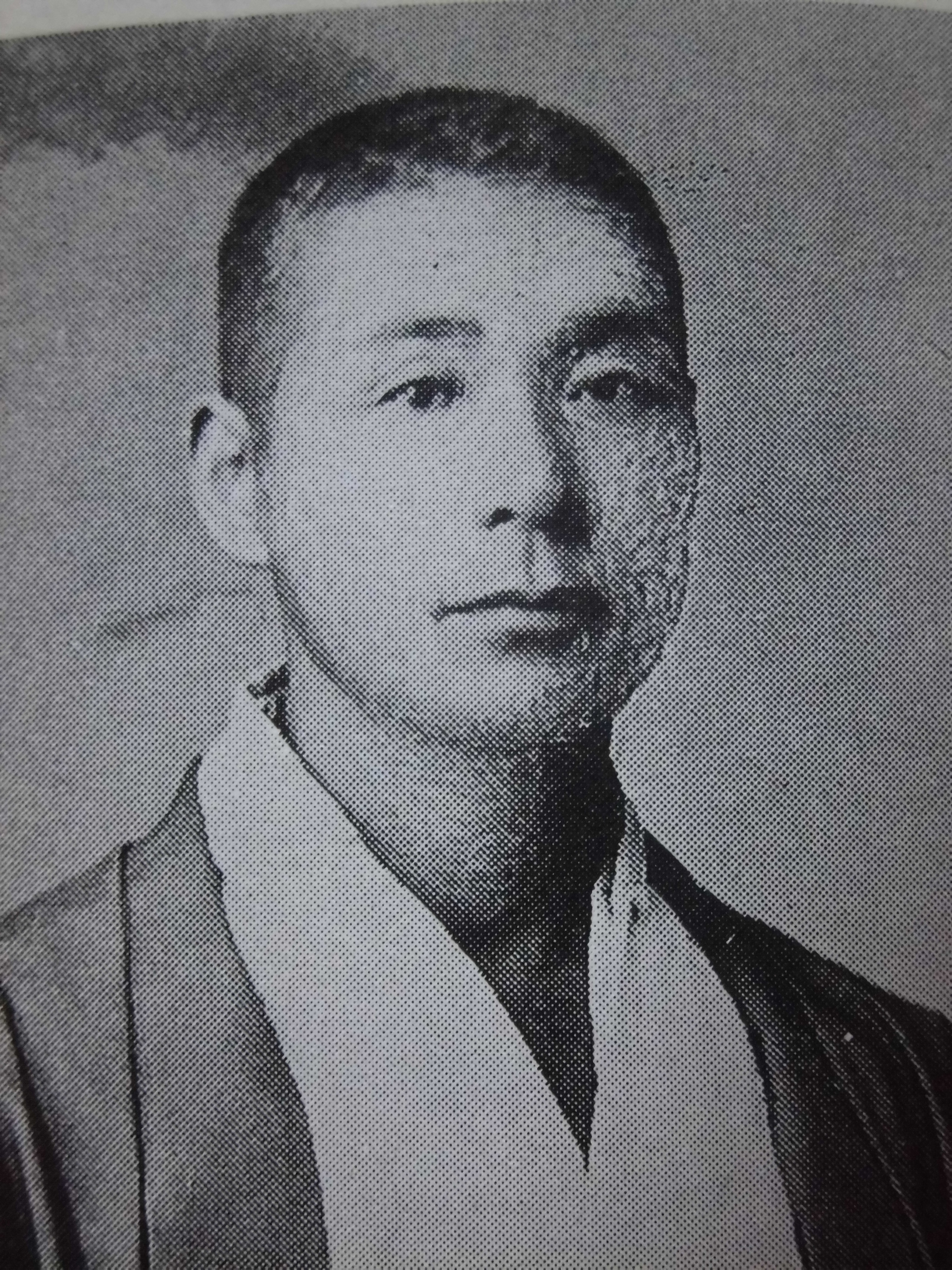
永沢虎松
（区長）

- 河岡雪雄 - 昭和23年（1948年）4月～
- 井田忠義 - 昭和24年（1949年）5月～
- 足重重治 - 昭和26年（1951年）2月～
- 河岡雪雄 - 昭和27年（1952年）3月～
- 足立靖 - 昭和30年（1955年）4月～
- 井東藤重[35] - 昭和31年（1956年）9月～
- 井田利 - 昭和32年（1957年）5月～
- 河岡佳美 - 昭和36年（1961年）4月～
- 足立復四郎 - 昭和38年（1963年）4月～
- 渡辺恒男 - 昭和49年（1974年）4月～

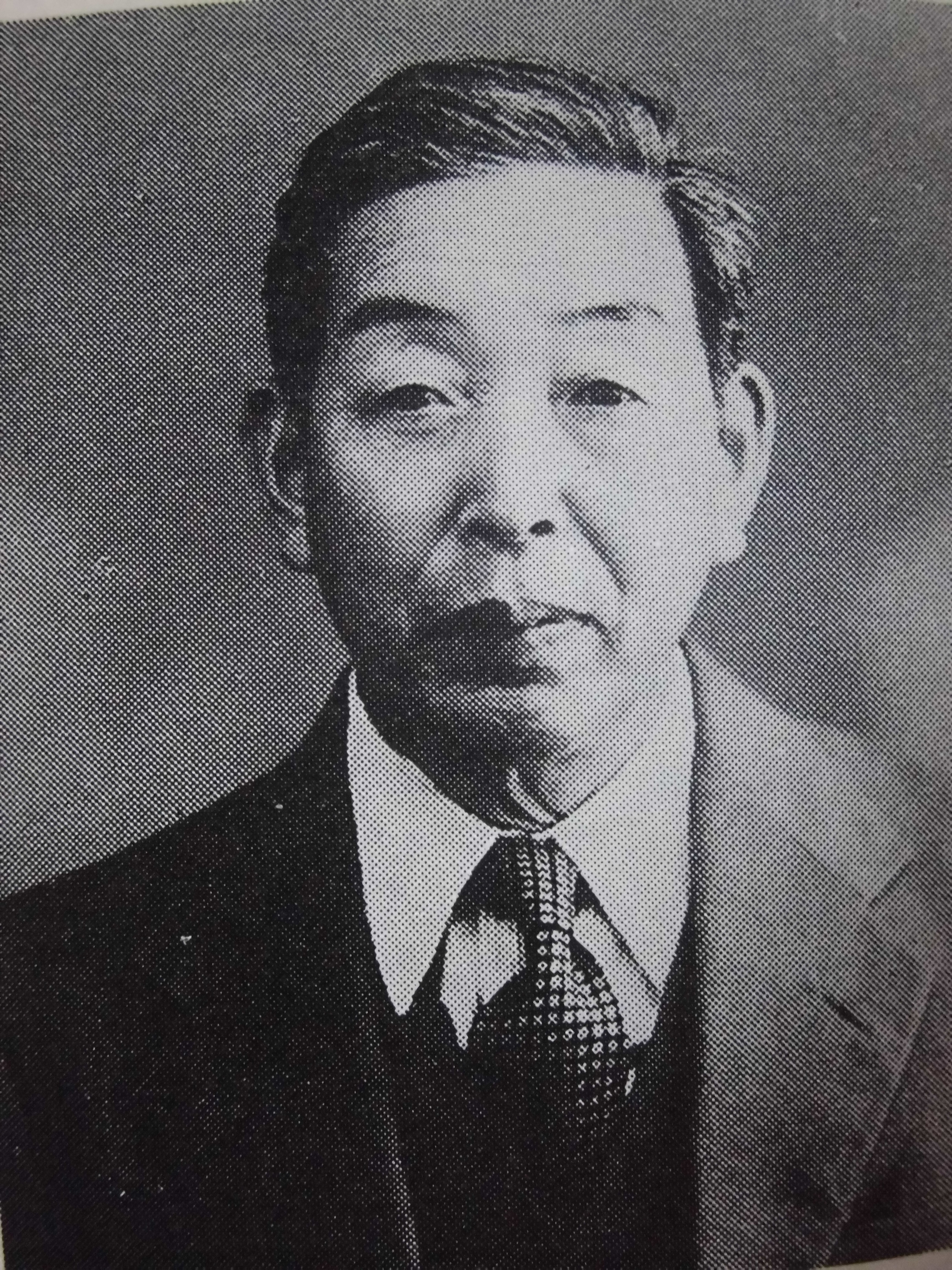
足立昇栄
（区長）

## 姓氏

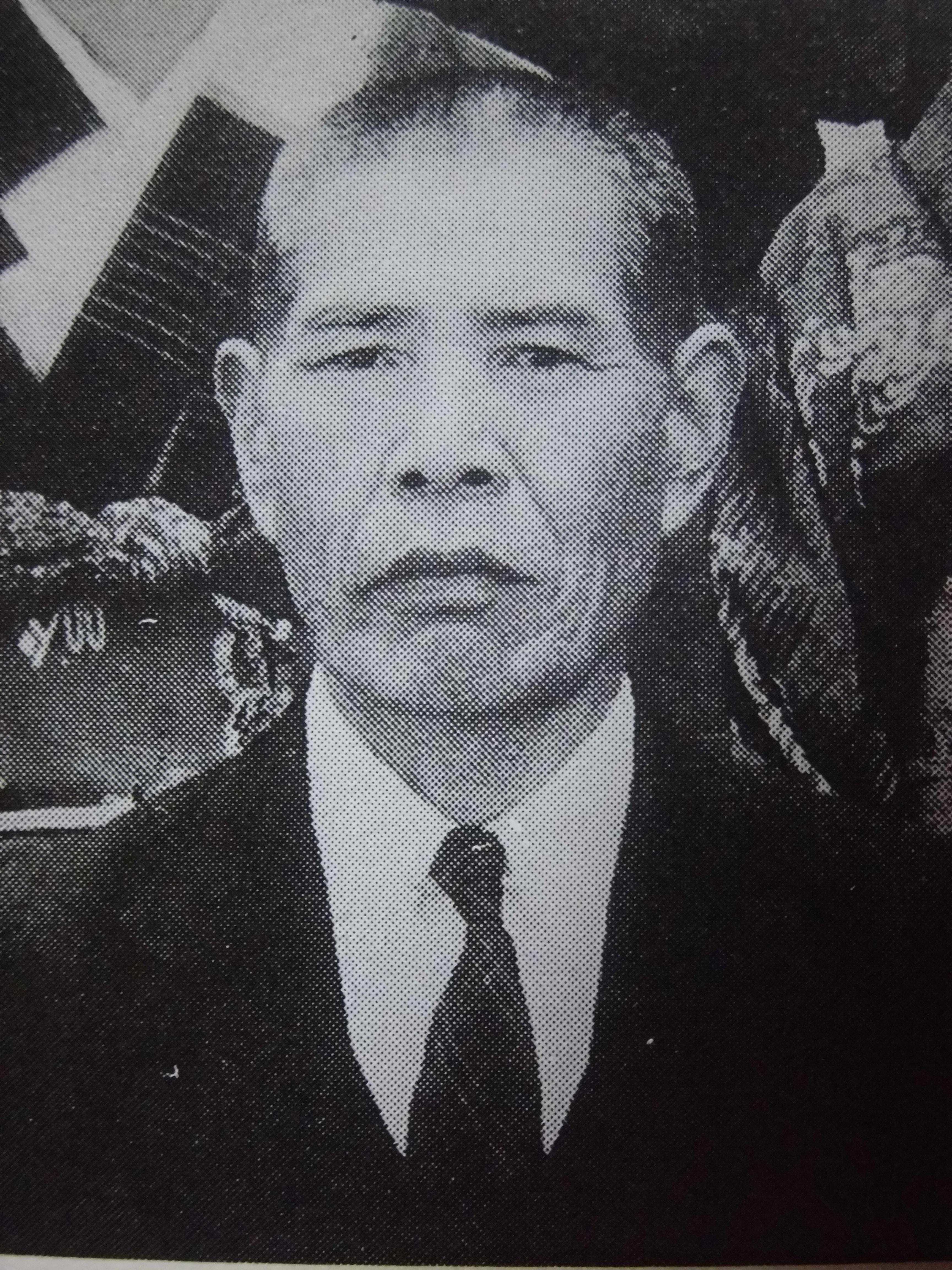
長山賢雄
（区長）

- 佐斐神村の古姓は諏訪神社社伝に伝わる“井田”と外浜地区に共通する“足立”である[36]。江戸時代の庄屋には足立姓が見られ、現代の姓氏も足立・井田両姓が群を抜いて多い[36]。
- “井田氏”

明治42年（1909年）に諏訪神社の宮司門脇豊美が記した『神社の来歴』によれば｢口伝ではあるが、川中島の戦いに敗れた武田の家臣井田藤右衛門の一族郎党が諸国浮浪のあと、この地に来て開拓し…その後、藤右衛門の子孫、大篠津、下和田へ移り住み繁栄し、慶安2年（1649年）大篠津、佐斐神、下和田の中央部に当たる旧社地に社殿を建て…（中略）一方、大篠津村開拓の祖･安田三郎義定は、この地に居を定め農となり、諏訪神社を氏神として崇拝した｣とある。井田家六代久左衛門が御分霊を納め信州から背負って帰ったという皮の行李は同家に秘蔵されていたが、その後神社に奉献された。井田久左衛門の家系については井田家に伝わる「家譜之事」によると初代井田藤右衛門は信州川中嶋住人とあり、六代久左衛門は寛文12年（1672年）に亡くなっている。
中浜村出身の医師井田武雄は上総国武射郡坂田城主井田刑部大輔の末裔とされ、武雄は刑部大輔より25世の子孫であると称している。
- “長山氏”

1865年六郎右衛門（足立氏）は功績不詳ながら藩主から｢長山｣姓を許されたと『長山氏世代記録(家伝)』にある。

## 出身人物・ゆかりのある人物

### 政治家
- 長山英一 - 中浜村の元助役長山善完の長男。境港市会議員、村会議員。大正8年（1919年）陸上1500m日本選手権優勝。

### 実業家
- 井東安久 - 井東建設代表取締役。

### 文化人
- 井田磐山（書家） - 書家の最高「法印」の称号をうけた。

### 宗教家
- 長山六郎

## 交通

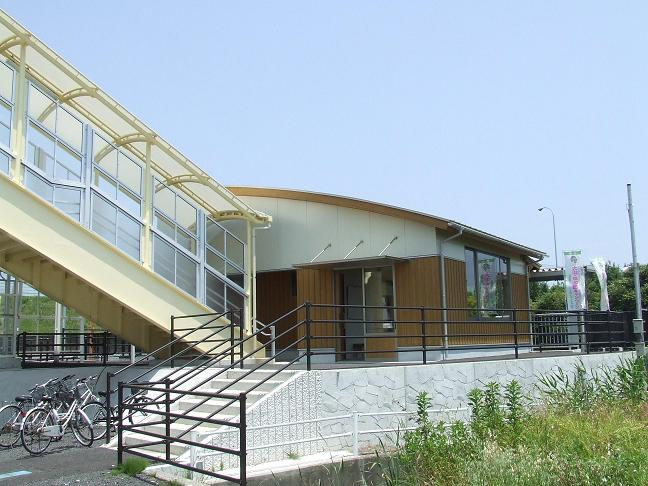
米子空港駅

### 空港
- 米子空港（米子鬼太郎空港）

### 鉄道
- JR西日本境線米子空港駅

### 道路
- 国道431号
- 鳥取県道271号米子空港線